# ZLM Tour
ZLM Tour, tidigare Driedaagse van Schijndel (Rond om Schijndel) (1987–1989), Teleflex Tour (1990–1997), Ster der Beloften (1998–2000), Ster Elektrotoer (2001–2010) och Ster ZLM Toer - GP Jan van Heeswijk (2011–2017), är ett nederländskt etapplopp i landsvägscykling. Det omfattar fem etapper (den första vanligen en prolog/kort individuell tempoetapp) och var ett amatörlopp från starten 1987 till och med 1995, varefter det gjordes om till ett lopp för professionella cyklister. Rutten har ofta gått in om Tyskland och Belgien. Det ingick i UCI Europe Tour (2.1) från starten av denna 2005, uppgraderades 2022 till UCI ProSeries (2.Pro), men flyttades tillbaka till europatouren 2024.
Loppet har sitt ursprung i ett endagslopp kallat Omloop van Schijndel-Bosweg, vilket gjordes om till ett tredagslopp 1987. Antalet dagar ökades till fem 1991 och till sex 1994, minskades till fyra 1998, ökades till fem 1999, minskades till fyra 2005 och sedan 2007 har loppet hållit på i fem dagar, med undantag för 2012 då det bara var fyra. Första dagen körs dock vanligtvis bara en prolog. Vissa år är de flesta (2023 alla, liksom 2024) etapperna platta, medan en del etapper är något backiga andra år - rutten växlar men vinnaren är ofta en spurtspecialist. Inledningsvis kördes loppet i mitten av april, men 2001 flyttades det till mitten av september, för att från 2004 förläggas till mitten av juni.
I loppet delas bonussekunder ut dels till de tre främsta i mål och dels till de tre främsta på inlagda spurter under etapperna. Om inte detta gjorts hade en stor del av deltagarna i loppet slutat på i stort sett samma tid (2023 var det på etapp två 74 deltagare på samma tid som vinnaren, på etapp tre 48 stycken, på etapp fyra 30 stycken - första etappen stack ut genom att vinnaren kom in en sekund före tvåan, som i sin tur var fem sekunder före den som kom in tjugo placeringar bakom - i prologen var de 60 stycken inom 30 sekunder). Utöver huvudtävlingen, i vilken totalvinnaren utses, finns också en poängpristävling baserad på slutplaceringen i varje etapp, en spurtpristävling baserad på placeringarna i de inlagda spurterna under etapperna, en lagpristävling och, åtminstone i det fall att det finns några backar som med ganska god vilja kan kallas "berg", en bergspristävling för dem som samlat flest poäng genom att vara bland de tre första uppför dessa stigningar.
Loppets huvudsponsor är försäkringsbolaget ZLM.
Flest etapper (till och med 2023), sju stycken, har vunnits av spurtspecialisten André Greipel. Därefter kommer tre andra spurtare med fem etapper vardera Marcel Kittel, Dylan Groenewegen och Rudi Kemna.
Loppet skall inte förväxlas med det ZLM Tour som kördes från 1996 till 2018, vilket var ett endagslopp för U23-cyklister och som döptes om 2019 till Grote Prijs Arjaan de Schipper (varefter det lades ner) varvid namnet överfördes till det lopp denna artikel behandlar.

## Podieplaceringar
Loppet ställdes in 2018 på grund av att några av värdorterna hoppade av så sent att arrangörerna inte hade tillräckligt med tid för att lägga om loppet, medan anledningen 2020 och 2021 var Coronapandemin.
| År                                | Vinnare             | Tvåa                  | Trea                 |          |
| --------------------------------- | ------------------- | --------------------- | -------------------- | -------- |
| Rondom Schijndel                  |                     |                       |                      |          |
| 1987                              | Theo Gevers         | Jos Bol               | Frank van Merwijk    |          |
| 1988                              | Arno Ottevanger     | Menno Vink            | Harry Rozendal       |          |
| 1989                              | Reem Kok            | Anthony Theus         | Luboš Lom            |          |
| Teleflex Tour                     |                     |                       |                      |          |
| 1990                              | John den Braber     | Servais Knaven        | Tonnie Akkermans     |          |
| 1991                              | Tristan Hoffman     | Niels Boogaard        | Arno Ottevanger      |          |
| 1992                              | Martin van Steen    | Robert de Poel        | Saulius Šarkauskas   |          |
| 1993                              | Servais Knaven      | Wim van de Meulenhof  | Patrick Jonker       |          |
| 1994                              | Jos Wolfkamp        | Bennie Gosink         | Remigijus Lupeikis   |          |
| 1995                              | Bennie Gosink       | Lucien de Louw        | Jan Boven            |          |
| 1996                              | Tyler Hamilton      | Nate Reiss            | Danny Nelissen       |          |
| 1997                              | Eddy Bouwmans       | Bert Hiemstra         | Wim van de Meulenhof |          |
| Ster der Beloften                 |                     |                       |                      |          |
| 1998                              | Karsten Kroon       | Ralf Grabsch          | Bjørnar Vestøl       |          |
| 1999                              | Ralf Grabsch        | Frank McCormack       | Erwin Thijs          |          |
| 2000                              | Andy De Smet        | Bram Tankink          | Andrej Kasjetjkin    |          |
| Ster Elektrotoer                  |                     |                       |                      |          |
| 2001                              | Xavier Jan          | Marcel Strauss        | René Haselbacher     |          |
| 2002                              | Bart Voskamp        | Bram Schmitz          | Michael Boogerd      |          |
| 2003                              | Gerben Löwik        | Niels Scheuneman      | Rik Reinerink        |          |
| 2004                              | Nick Nuyens         | Paul Van Hyfte        | Philippe Gilbert     |          |
| 2005                              | Stefan Schumacher   | Nick Nuyens           | Laurens ten Dam      |          |
| 2006                              | Kurt-Asle Arvesen   | Jurgen Van De Walle   | Paolo Bossoni        |          |
| 2007                              | Sebastian Langeveld | Paul Martens          | Kurt-Asle Arvesen    |          |
| 2008                              | Enrico Gasparotto   | Vasil Kiryjenka       | Nikolaj Trusov       |          |
| 2009                              | Philippe Gilbert    | Niki Terpstra         | Borut Božič          |          |
| 2010                              | Adam Hansen         | Johan Coenen          | Thomas De Gendt      |          |
| Ster ZLM Toer                     |                     |                       |                      |          |
| 2011                              | Philippe Gilbert    | Niki Terpstra         | Ramūnas Navardauskas |          |
| 2012                              | Mark Cavendish      | Lars Boom             | Jürgen Roelandts     |          |
| 2013                              | Lars Boom           | André Greipel         | Mark Cavendish       |          |
| 2014                              | Philippe Gilbert    | Tim Wellens           | Gianni Meersman      |          |
| 2015                              | André Greipel       | Yves Lampaert         | Moreno Hofland       |          |
| 2016                              | Sep Vanmarcke       | Sean De Bie           | Jos van Emden        |          |
| 2017                              | José Gonçalves      | Primož Roglič         | Laurens De Plus      |          |
| \| 2018 \| Ej arrangerat ZLM Tour |                     |                       |                      |          |
| 2019                              | Mike Teunissen      | Amund Grøndahl Jansen | Mads Würtz Schmidt   |          |
| 2020                              | inställt            | inställt              | inställt             | inställt |
| 2021                              | inställt            | inställt              | inställt             | inställt |
| 2022                              | Olav Kooij          | Jakub Mareczko        | Aaron Van Poucke     |          |
| 2023                              | Olav Kooij          | Sam Welsford          | Nils Eekhoff         |          |
| 2024                              | Rune Herregodts     | Max Walker            | Tom Bohli            |          |
| 2025                              | inställt            | inställt              | inställt             | inställt |
| 2018                              |                     |                       |                      |          |